# Laphria complens
Laphria complens är en tvåvingeart som beskrevs av Walker 1859. Laphria complens ingår i släktet Laphria och familjen rovflugor. Inga underarter finns listade i Catalogue of Life.